# Marcus Oscarsson
Marcus Oscarsson, född 21 mars 1976, är en svensk statsvetare och journalist. Han är känd som politisk expertkommentator på TV4 men har också verkat som opolitisk tjänsteman vid regeringskansliet.

## Uppväxt och utbildning
Oscarsson är uppvuxen i Odensås utanför Virserum i Småland. Han gick på Hultsfreds gymnasium och studerade sedan vidare vid Linnéuniversitetet i Växjö där han blev ekonomie magister i statsvetenskap och civilekonom. År 2006 började han på regeringskansliets aspirant- och diplomatprogram och har därefter gått svensk-amerikanska handelskammarens traineeprogram i Denver i USA samt Peter Wallenbergs internationella ledarskapsutbildning.

## Karriär
Efter att ha varit lokalredaktör vid Vimmerby Tidning i fem år och Barometern-OT i tolv år blev han Nordenkorrespondent för brittiska The Times, The Sunday Times och Daily Mail. Han var också reporter vid The Daily Telegraph och nyhetsbyrån Global Post i USA och bevakade flera parlamentsval i Skandinavien. I Sverige har han kommenterat politik för TT, Aftonbladet och SVT Aktuellt innan han 2012 blev politisk expertkommentator vid TV4.
Han gästföreläser sedan 2004 i statsvetenskap vid University of Denver i Colorado i USA, med fokus på EU, transatlantiska relationer och europeisk politik samt nationell politik i flera europeiska länder. Hans specialområde är USA och amerikanska presidentval och han medverkade bland annat i TV4:s USA-valvaka 2012, 2016 samt 2020. Han bevakar även svensk politik och medverkade i TV4:s valvaka 2014, 2018 och 2022.
Efter nämnda aspirant- och diplomatprogram hos Regeringskansliet tjänstgjorde han som opolitisk tjänsteman under några år runt 2010 vid bland annat Finansdepartementet, Riksdagen och Statsrådsberedningen under den dåvarande Alliansregeringen. Från 2011 var Oscarsson under en period anställd på Miljöpartiets riksdagskansli, dit han värvades av partiets dåvarande ekonomisk-politiska talesperson Mikaela Valtersson. Efter att han kom till TV4 tog Veckans Affärer upp honom på sin lista över Sveriges supertalanger 2013.
År 2015 nominerades han till Årets TV-personlighet i TV-priset Kristallen. Oscarsson vann Begriplighetspriset 2015, efter en omröstning av dels en jury i kommunikationsbranschen, dels svenska folket. 2017 utsågs han till Sveriges bästa politiska kommentator i en undersökning av nyhetstjänsten Omni som omfattade alla kategorier, det vill säga både TV, tidningar och radio.
Säsongen 2021/2022 deltog han som tävlande i TV-programmet På spåret tillsammans med Carina Bergfeldt. De förlorade båda sina matcher och gick inte vidare.

### Kritik
2016 publicerade Oscarsson ett inlägg på sin Facebooksida med fem förslag om EU:s framtid: att EU bör bli bättre på att lyfta fram det goda unionen gör, att säkra EU:s gränser så att Turkiet inte ska kunna utpressa EU med hot om en ny flyktingvåg, mer hjälp i flyktingarnas närområde, fler förebyggande insatser mot krig samt krafttag mot militant islamism. Förslagen väckte blandade reaktioner. En del bedömare var positiva  och ansåg att förslagen var goda och i flera fall självklara. Andra bedömare ansåg att Oscarsson hade överskridit sin roll som opartisk politisk kommentator och övergått till att själv uttrycka politiska åsikter. Oscarssons agerande försvarades av TV4:s programdirektör Viveka Hansson. Sverigedemokraternas dåvarande ekonomiskpolitiska talesperson Oscar Sjöstedt hyllade Oscarssons inlägg som en "frisk fläkt i det mediala etablissemanget".